# Helen Emily Lowe
Helen Emily Lowe, död 21 mars 1882 i Torquay är känd som skildrande av ett antal resor.
Hon var dotter till Thomas Lowe, Dean of Exeter.
Lowe genomförde ett antal resor tillsammans med sin mor i Norden och i Sydeuropa som hon beskrev i två anonymt utkomna böcker: 
- Unprotected Females in Norway, or the Pleasantest Way of Travelling there, Passing through Denmark and Sweden. 1857, G. Routledge & Co.
- Unprotected Females in Sicily, Calabria and on the Top of Mount Aetna. 1859, G. Routledge & Co.

Resorna genomförde Lowe med medvetet litet bagage. I hennes första bok anger hon att: “Mannens enda nytta vid resor är att ta hand om bagaget, och vi ser till att inte ha bagage.” Lowe förekommer, ibland med förnamnet Emily och ibland Helen, i ett flertal skrifter om kvinnor och resande under 1800-talet.